# Kyle of Lochalsh Line
| Express Sprinter (Class 158) von Inverness nach Kyle of Lochalsh bei Loch Achanalt |                      |                                       |                                       |
| |                      |                                       |                                       |
| Streckenlänge: | 102,7 km             |                                       |                                       |
| Spurweite: | 1435 mm (Normalspur) |                                       |                                       |
| |                      |                                       |                                       |
| \| \| 0m 02ch \| Inverness \| Inverness \| \| \| \| nach Perth und Aberdeen \| \| \| \| 0m 18ch \| von Perth und Aberdeen \| von Perth und Aberdeen \| \| \| \| River Ness, Clachnaharry Swing Bridge \| \| \| \| \| Clachnaharry \| \| \| \| \| Bunchrew \| \| \| \| \| Lentran \| \| \| \| \| Clunes \| \| \| \| \| River Beauly \| \| \| \| 10m 12ch \| Beauly \| Beauly \| \| \| 13m 04ch \| Muir of Ord \| Muir of Ord \| \| \| \| ehem. Black Isle Line \| \| \| \| 16m 21ch \| Conon Bridge \| Conon Bridge \| \| \| \| River Conon \| \| \| \| 18m 58ch \| Dingwall \| Dingwall \| \| \| 18m 76ch / 0m 0ch \| Far North Line \| Far North Line \| \| \| \| Strathpeffer Branch \| \| \| \| 4m 44ch \| Achterneed aufgelassen 1966 \| Achterneed aufgelassen 1966 \| \| \| \| Raven's Rock Siding aufgelassen 1952 \| \| \| \| 11m 65ch \| Garve \| Garve \| \| \| 17m 20ch \| Lochluichart \| Lochluichart \| \| \| 21m 34ch \| Achanalt \| Achanalt \| \| \| 27m 72ch \| Achnasheen \| Achnasheen \| \| \| \| Luib (Loan) Crossing aufgelassen 1922 \| \| \| \| \| Glencarron Platform aufgelassen 1964 \| \| \| \| 40m 34ch \| Achnashellach \| Achnashellach \| \| \| 45m 74ch \| Strathcarron \| Strathcarron \| \| \| 48m 22ch \| Attadale \| Attadale \| \| \| \| Steinschlaggalerie \| \| \| \| 53m 15ch \| Stromeferry \| Stromeferry \| \| \| 57m 09ch \| Duncraig \| Duncraig \| \| \| 58m 22ch \| Plockton \| Plockton \| \| \| 59m 58ch \| Duirinish \| Duirinish \| \| \| 63m 64ch \| Kyle of Lochalsh \| Kyle of Lochalsh \| |                      |                                       |                                       |
| Kopfbahnhof Streckenanfang | 0m 02ch              | Inverness                             | Inverness                             |
| Abzweig geradeaus und nach rechts |                      | nach Perth und Aberdeen               | nach Perth und Aberdeen               |
| Abzweig geradeaus und von rechts | 0m 18ch              | von Perth und Aberdeen                | von Perth und Aberdeen                |
| Brücke über Wasserlauf |                      | River Ness, Clachnaharry Swing Bridge | River Ness, Clachnaharry Swing Bridge |
| ehemaliger Bahnhof |                      | Clachnaharry                          | Clachnaharry                          |
| ehemaliger Bahnhof |                      | Bunchrew                              | Bunchrew                              |
| ehemaliger Bahnhof |                      | Lentran                               | Lentran                               |
| ehemaliger Bahnhof |                      | Clunes                                | Clunes                                |
| Brücke über Wasserlauf |                      | River Beauly                          | River Beauly                          |
| Haltepunkt / Haltestelle | 10m 12ch             | Beauly                                | Beauly                                |
| Bahnhof | 13m 04ch             | Muir of Ord                           | Muir of Ord                           |
| Abzweig geradeaus und ehemals nach rechts |                      | ehem. Black Isle Line                 | ehem. Black Isle Line                 |
| Haltepunkt / Haltestelle | 16m 21ch             | Conon Bridge                          | Conon Bridge                          |
| Brücke über Wasserlauf |                      | River Conon                           | River Conon                           |
| Bahnhof | 18m 58ch             | Dingwall                              | Dingwall                              |
| Abzweig geradeaus und nach rechts | 18m 76ch / 0m 0ch    | Far North Line                        | Far North Line                        |
| Abzweig geradeaus und ehemals nach links |                      | Strathpeffer Branch                   | Strathpeffer Branch                   |
| ehemaliger Bahnhof | 4m 44ch              | Achterneed aufgelassen 1966           | Achterneed aufgelassen 1966           |
| ehemaliger Dienststation / Betriebs- oder Güterbahnhof |                      | Raven's Rock Siding aufgelassen 1952  | Raven's Rock Siding aufgelassen 1952  |
| Bahnhof | 11m 65ch             | Garve                                 | Garve                                 |
| Haltepunkt / Haltestelle | 17m 20ch             | Lochluichart                          | Lochluichart                          |
| Haltepunkt / Haltestelle | 21m 34ch             | Achanalt                              | Achanalt                              |
| Bahnhof | 27m 72ch             | Achnasheen                            | Achnasheen                            |
| ehemaliger Dienststation / Betriebs- oder Güterbahnhof |                      | Luib (Loan) Crossing aufgelassen 1922 | Luib (Loan) Crossing aufgelassen 1922 |
| ehemaliger Haltepunkt / Haltestelle |                      | Glencarron Platform aufgelassen 1964  | Glencarron Platform aufgelassen 1964  |
| Haltepunkt / Haltestelle | 40m 34ch             | Achnashellach                         | Achnashellach                         |
| Bahnhof | 45m 74ch             | Strathcarron                          | Strathcarron                          |
| Haltepunkt / Haltestelle | 48m 22ch             | Attadale                              | Attadale                              |
| Tunnel |                      | Steinschlaggalerie                    | Steinschlaggalerie                    |
| Haltepunkt / Haltestelle | 53m 15ch             | Stromeferry                           | Stromeferry                           |
| Haltepunkt / Haltestelle | 57m 09ch             | Duncraig                              | Duncraig                              |
| Haltepunkt / Haltestelle | 58m 22ch             | Plockton                              | Plockton                              |
| Haltepunkt / Haltestelle | 59m 58ch             | Duirinish                             | Duirinish                             |
| Kopfbahnhof Streckenende | 63m 64ch             | Kyle of Lochalsh                      | Kyle of Lochalsh                      |

Die Kyle of Lochalsh Line ist eine Bahnstrecke in Schottland. Sie verbindet Inverness mit Kyle of Lochalsh, wobei sie erst in Dingwall von der Far North Line abzweigt.

## Geschichte
Nachdem 1855 der erste Zug der Highland Railway den Bahnhof Inverness erreicht hatte, wuchs auch in den nördlich und westlich gelegenen Highlands der Wunsch nach einer Bahnverbindung. 1865 erhielt die Dingwall and Skye Railway die Genehmigung zum Bau einer Strecke quer durch die Highlands. Den Abschnitt von Inverness bis Dingwall hatte die nach drei Jahren von der Highland Railway übernommene Inverness and Ross-shire Railway mit Unterstützung des Duke of Sutherland bereits 1862 eröffnet.
Die Strecke zwischen Dingwall und Stromeferry wurde am 5. August 1870 eröffnet. In Stromeferry wurde ein Anschluss per Dampfer an die Isle of Skye und die Äußeren Hebriden hergestellt, woraus sich auch die hauptsächliche Verkehrsbedeutung der Strecke ergab. Eine weitere Ursache für den Bau waren die Wünsche verschiedener wohlhabender Landadeliger, die ihre in den Highlands gelegenen Landsitze und Lodges besser erreichen wollten. In den Jahren bis zum Ersten Weltkrieg hatten die Fahrgäste der Ersten Klasse dementsprechend einen Anteil von bis zu 20 %. Die größte Nachfrage erreichte der Reiseverkehr in dieser Zeit vor dem 12. August eines Jahres, dem als Glorious Twelfth bezeichneten offiziellen Beginn der Moorhuhnjagd. Einige Bahnhöfe wie etwa Achnashellach oder Duncraig wurden zunächst ausschließlich für die Bewohner nahegelegener Landsitze genutzt und waren nicht öffentlich zugänglich. Der Güterverkehr entwickelte sich dagegen nicht wie erhofft, Pläne zur Umsetzung von Fischerbooten zwischen Nordsee und Atlantik wurden nicht realisiert, obwohl dazu im Bahnhof Garve bereits ein überbreiter Gleisabstand vorgesehen worden war.
Die Dingwall and Skye Railway wurde 1880 von der Highland Railway übernommen. Der kleine Kurort Strathpeffer, die größte Ortschaft zwischen Dingwall und Kyle of Lochalsh, hatte aufgrund des Widerstands von Landbesitzern nur einen Bahnhof weit abseits erhalten. Die Highland Railway eröffnete daher 1885 die Strathpeffer Branch, eine kurze Stichstrecke, die in Fodderty Junction von der Kyle of Lochalsh Line abzweigte. Der bisherige Bahnhof von Strathpeffer wurde in Achterneed umbenannt.
1893 begann die Highland Railway mit dem Bau der Verlängerung von Stromeferry nach Kyle of Lochalsh, womit der Seeweg nach Skye erheblich verkürzt werden konnte. Die Verlängerung konnte nach vier Jahren Bauzeit am 2. November 1897 eingeweiht werden. Die Trassenführung am steilen und felsigen Südufer von Loch Carron erwies sich als sehr aufwändig. Die Strecke ist, wie auch die parallele A890, auf diesem Abschnitt immer wieder von Steinschlag bedroht und daher mit entsprechenden Fangzäunen und Schutzgittern sowie einer Steinschlaggalerie ausgestattet. Trotz dieser Verkürzung des Seewegs führte die Fertigstellung der West Highland Line nach Mallaig 1901 zu einem Verkehrsrückgang.
1923 ging die Highland Railway im Zuge der Umsetzung des Railways Act 1921 in der London, Midland and Scottish Railway (LMS) auf. 1948 wurde die LMS Teil von British Railways (BR). Die kurze Strathpeffer Branch wurde 1946 für den Personenverkehr und 1951 auch im Güterverkehr eingestellt.
Unter dem ab 1963 amtierenden Chairman Richard Beeching entwickelte British Railways Pläne zur Rationalisierung und Umstrukturierung des britischen Eisenbahnnetzes, die aufgrund der damit verbundenen umfangreichen Streckenstilllegungen als Beeching-Axt bekannt wurden. Auch die Kyle of Lochalsh Line wurde damit Ende der 1960er Jahre ein Einstellungskandidat. Zunächst wurde die Stilllegung allerdings verschoben, da in Stromeferry im Zuge des Aufbaus der Ölindustrie für das Nordseeöl ein Montagewerk für Bohrplattformen mitsamt einer Anschlussbahn errichtet wurde, die Loch Kishorn Oil Platform Construction Site. Aufgrund der unzureichenden Straßenverbindung war der Betrieb auf die Bahnverbindung angewiesen. Das 1975 in Betrieb genommene Werk erwies sich allerdings als wirtschaftlicher Misserfolg und wurde bereits 1982 wieder geschlossen. Zu diesem Zeitpunkt hatte der Fremdenverkehr die durch landschaftlich reizvolle Teile der Highlands verlaufende Bahn bereits entdeckt und noch bestehende Pläne zur Einstellung wurden endgültig in die Schublade gelegt.
Um den noch vorhandenen hohen Betriebsaufwand zu reduzieren, wurde die Kyle of Lochalsh Line wie auch die Far North Line 1985 von der bis dato noch vorhandenen Stabsicherung auf den Radio Electronic Token Block umgestellt, bei dem der Triebfahrzeugführer über Funk jeweils eine Fahrerlaubnis bis zum nächsten Bahnhof anfordert. Die gemeinsame zentrale Betriebsleitung für beide Strecken sitzt in Dingwall. Die Weichen werden vom Triebfahrzeugführer gestellt. Der Betrieb der Strecke kommt so ohne örtliche Fahrdienstleiter aus.
Mit der Auflösung von British Rail übernahm 1997 ScotRail, damals eine Tochter von National Express Group den Schienenpersonenverkehr auch auf der Kyle of Lochalsh Line. 2004 wechselte das Franchise von National Express zu FirstGroup, 2015 zu Abellio.

## Streckenbeschreibung
Die Kyle of Lochalsh Line ist durchweg eingleisig. Kreuzungsmöglichkeiten bestehen westlich von Dingwall in Garve, Achnasheen und Strathcarron. Die früher vorhandenen Ausweichgleise in Achterneed, Achanalt, Loan crossing, Achnashellach und Stromeferry wurden bereits spätestens Anfang der 1980er Jahre stillgelegt. Höchster Punkt der Linie ist der Luib Summit (zwischen Achnasheen und Achnashellach) auf 197 m (646 ft) über dem Meeresspiegel.

## Fahrzeugeinsatz
Die Kyle of Lochalsh Line wurde zunächst mit älteren Lokomotiven der Highland Railway betrieben. Ab 1882 kamen dann eigens für die Strecke gebaute Schlepptenderlokomotiven der Achsfolge 2'B zum Einsatz, die sich sehr gut bewährten und als „Skye-Bogies“ bezeichnet wurden. Sie blieben bis in die 1930er Jahre auf der Strecke, ergänzt durch andere 2’B-Bauarten der Highland Railway. Die LMS setzte zunächst in den 1920er Jahren erstmals Ten-Wheeler (Achsfolge 2’C) auf der Strecke ein, so die ehemalige HR-Klasse I aus dem Jahr 1894. Ab 1934 brachte sie schließlich ihre weit verbreitete Standardlokomotiven der Class 5 „Black Five“, ebenfalls mit der Achsfolge 2’C, zum Einsatz, die bis zum Ende der Dampflokzeit den Fahrzeugeinsatz dominierten. British Railways begann rund um Inverness früh mit der Verdieselung, so dass bereits 1961 die letzten Dampflokomotiven aus dem planmäßigen Einsatz auf der Kyle of Lochalsh Line verschwanden. Ersetzt wurden sie durch Diesellokomotiven der Klassen 25 und 26. Ab 1980 kamen vorwiegend Loks der BR-Klasse 37 zum Einsatz. Noch bis in die 1960er führte der Mittagszug von Inverness bis Achnasheen einen Speisewagen, der dort dem Gegenzug übergeben wurde.
Ende der 1980er Jahre wurden die lokbespannten Züge durch Triebwagen ersetzt. Die zunächst eingesetzten Class 156 wurden nach einigen Jahren durch die derzeit noch eingesetzten Class 158 ersetzt.

## Galerie

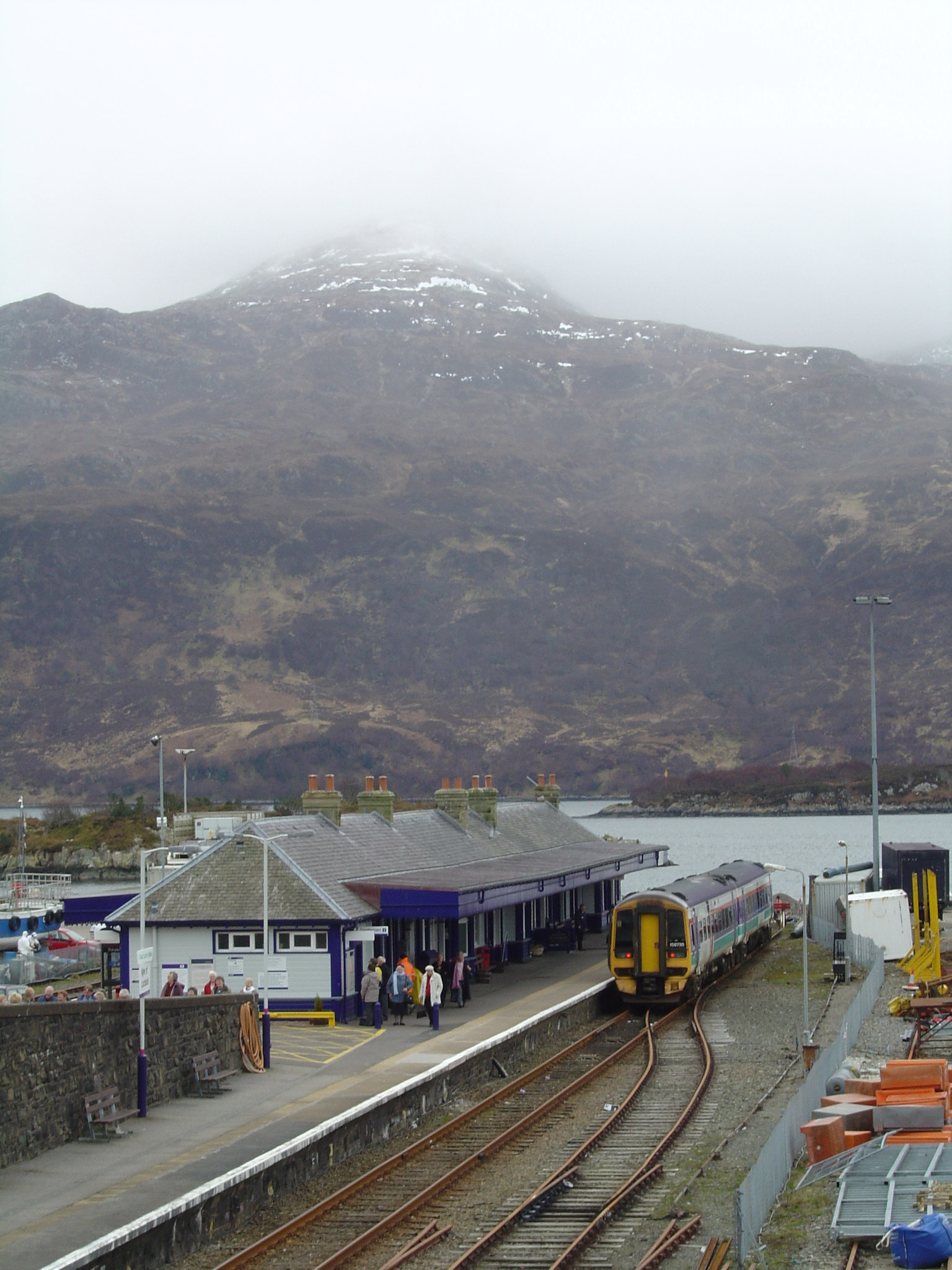
Der Bahnhof von Kyle of Lochalsh
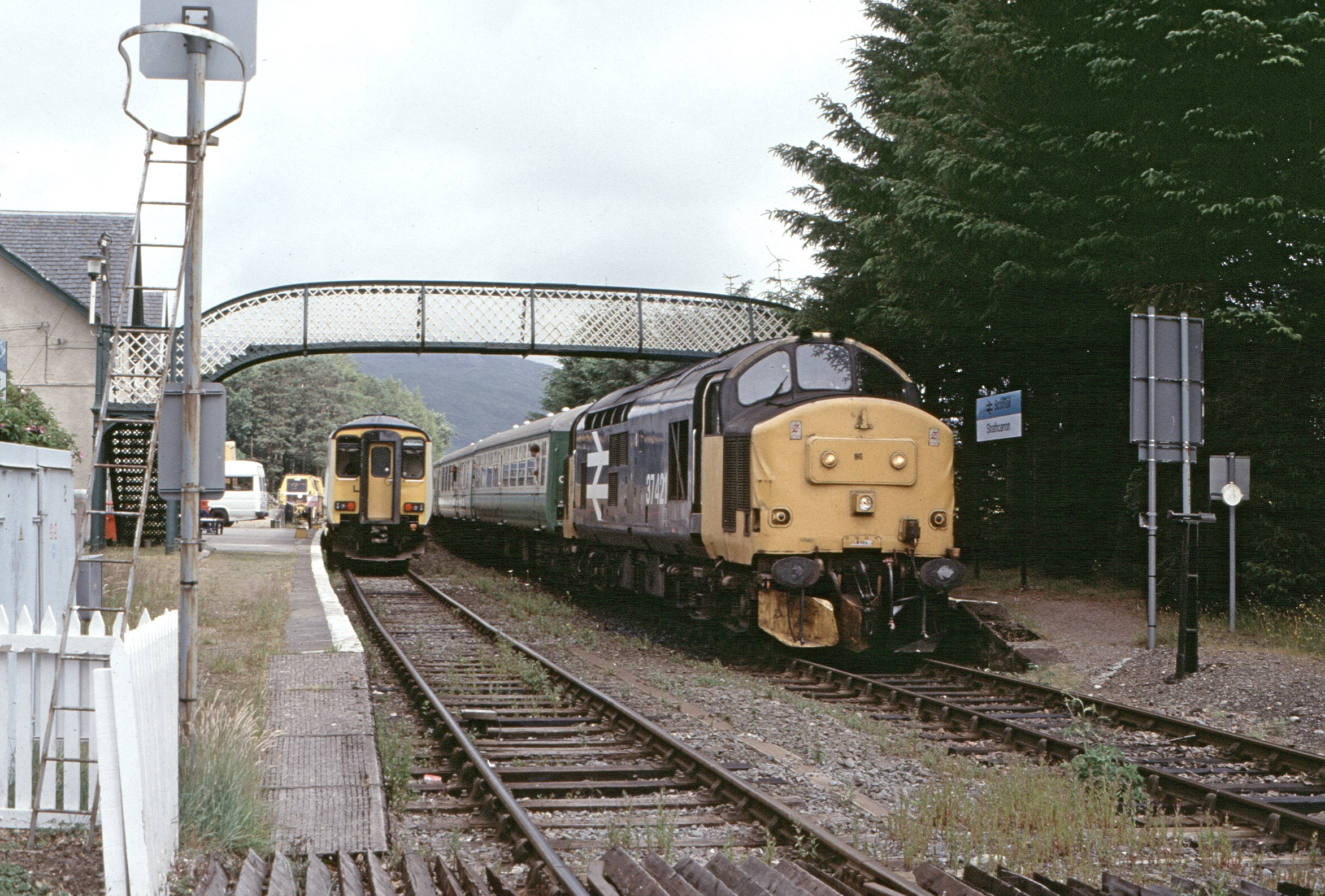
Zugkreuzung in Strathcarron, 1989
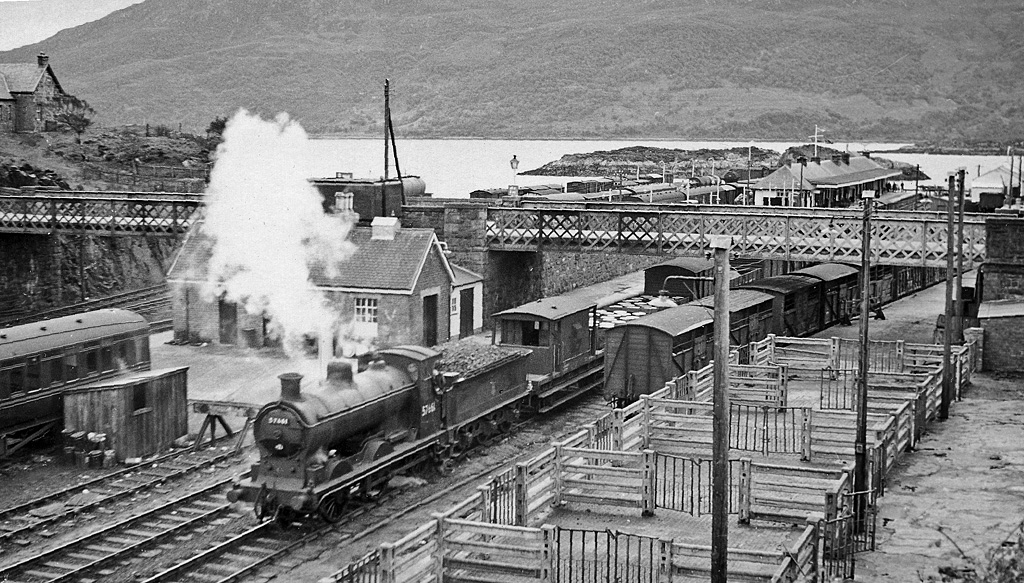
Kyle of Lochalsh mit rangierender Dampflokomotive, 1957
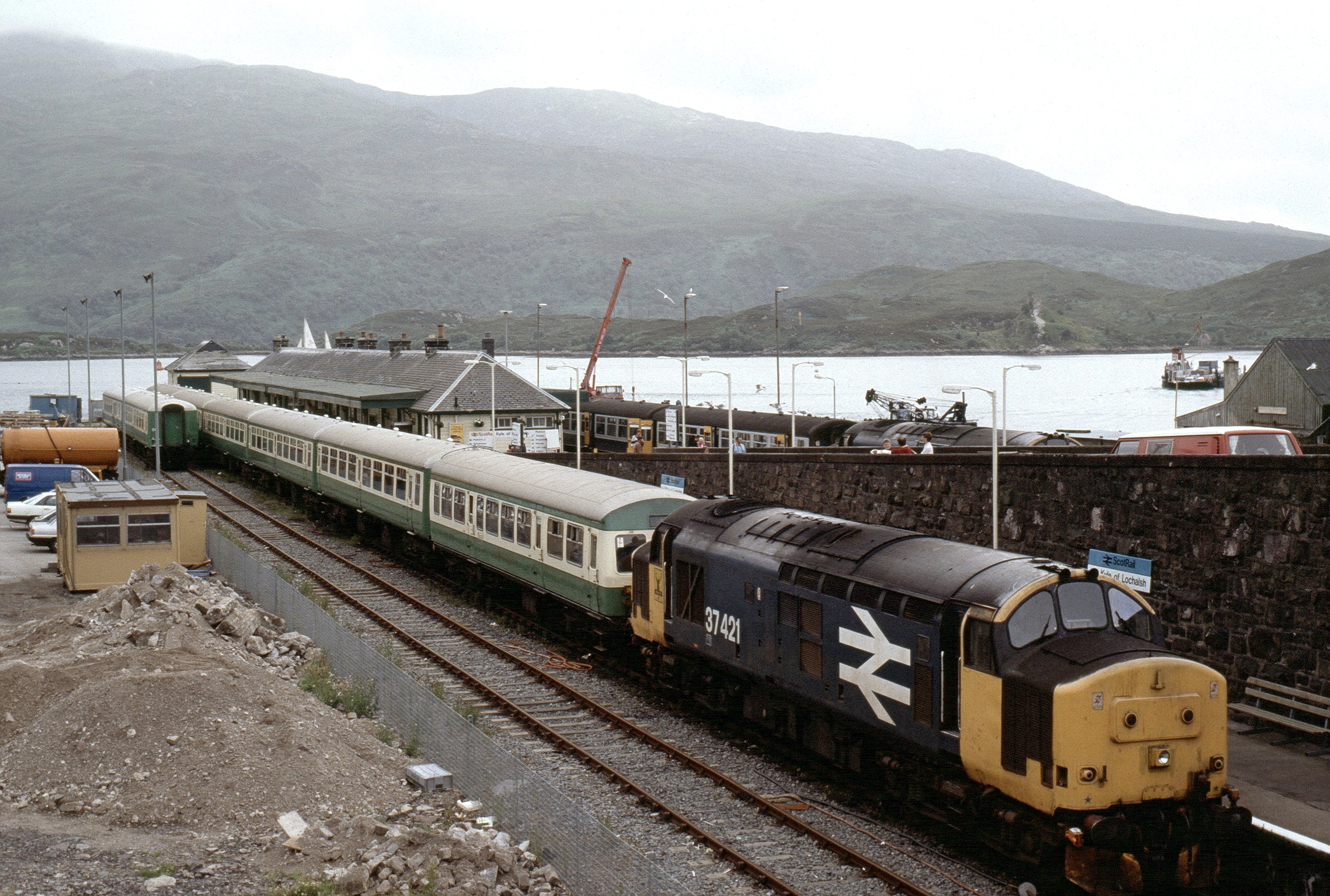
Zwei Reisezüge mit Class 37 der BR in Kyle of Lochalsh, 1989
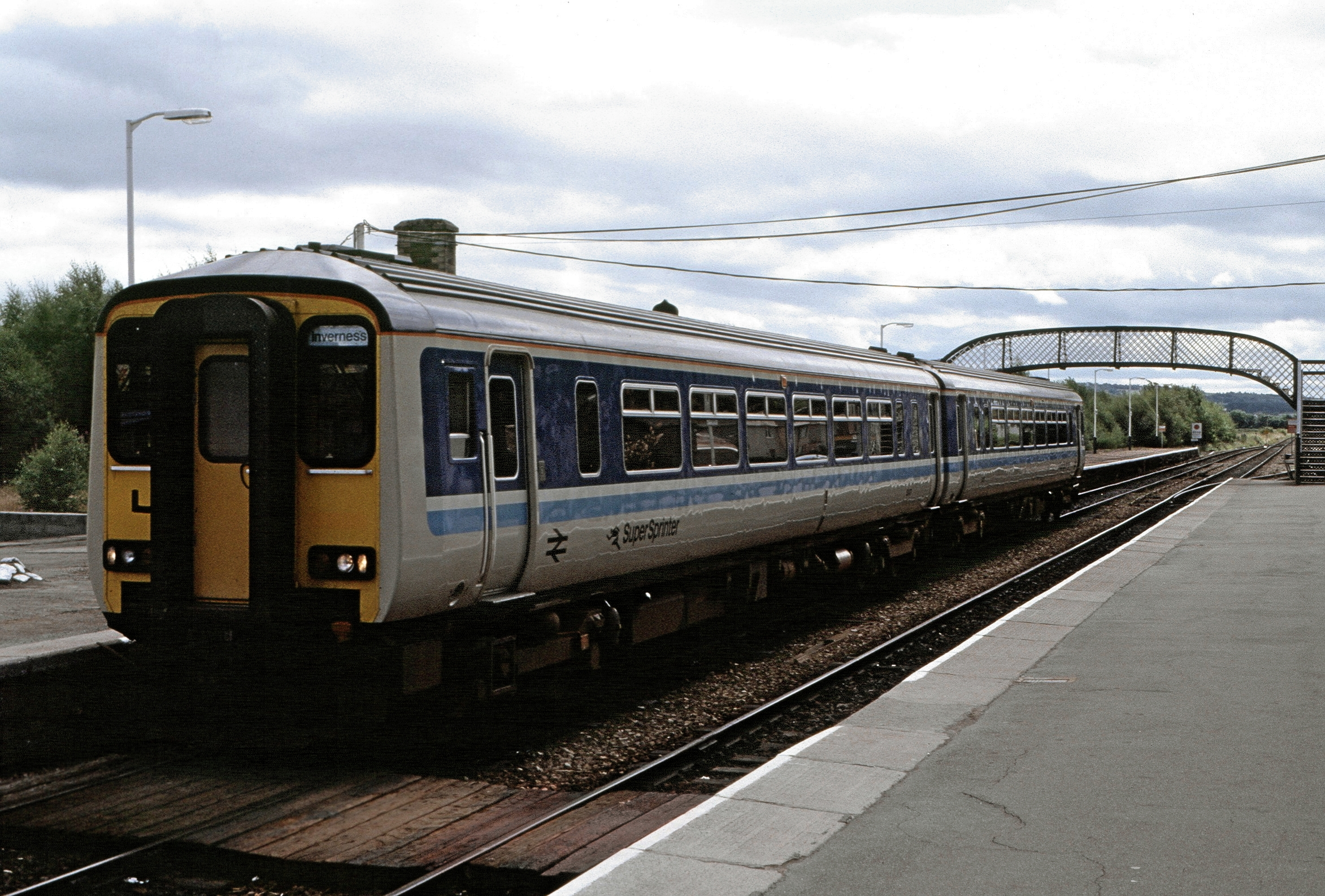
British Rail Super Sprinter (Baureihe Class 156) im Bahnhof Dingwall